# JIBS 저녁뉴스
《JIBS 뉴스 (저녁)》(JIBS NEWS (EVENING))는 JIBS TV에서 매주 평일 오후 5시 35분에 방송 중인 제주 지역 저녁 종합 뉴스 프로그램이다.

## 개요
- 정식 명칭은 JIBS 뉴스다.
- JIBS 저녁뉴스로 읽는다.

## 방송 시간
| 방송 채널 | 방송 기간                          | 방송 시간                                 |
| --------- | ---------------------------------- | ----------------------------------------- |
| JIBS TV   | 2002년 5월 31일 ~ 2015년 11월 20일 | 평일 오후 5시 15분 ~ 5시 30분 (15분)      |
| JIBS TV   | 2015년 11월 23일 ~ 2017년 6월 2일  | 평일 오후 5시 50분 ~ 저녁 6시 5분 (15분)  |
| JIBS TV   | 2017년 6월 5일 ~ 2017년 9월 15일   | 평일 오후 5시 55분 ~ 저녁 6시 10분 (15분) |
| JIBS TV   | 2017년 9월 18일 ~ 2019년 4월 12일  | 평일 오후 5시 45분 ~ 저녁 6시 (15분)      |
| JIBS TV   | 2019년 5월 13일 ~ 2020년 3월 27일  | 평일 오후 5시 45분 ~ 저녁 6시 (15분)      |
| JIBS TV   | 2020년 4월 20일 ~ 2020년 9월 18일  | 평일 오후 5시 45분 ~ 저녁 6시 (15분)      |
| JIBS TV   | 2019년 4월 15일 ~ 2019년 5월 10일  | 평일 오후 5시 40분 ~ 5시 55분 (15분)      |
| JIBS TV   | 2020년 3월 30일 ~ 2020년 4월 17일  | 평일 오후 5시 35분 ~ 5시 50분 (15분)      |
| JIBS TV   | 2020년 9월 21일 ~ 현재             | 평일 오후 5시 35분 ~ 5시 50분 (15분)      |

## 앵커
| 대수 | 진행자          | 진행 기간                          | 비고         |
| ---- | --------------- | ---------------------------------- | ------------ |
| 1대  | 김민경 아나운서 | 2017년 일자미상 ~ 2018년 1월 2일   | [ 1 ]        |
| 2대  | 이정민 아나운서 | 2018년 1월 3일 ~ 2018년 1월 31일   |              |
| 임시 | 김민경 아나운서 | 2018년 2월 1일 ~ 2018년 2월 13일   | [ 2 ]        |
| 3대  | 이정민 아나운서 | 2018년 2월 19일 ~ 2018년 3월 30일  | [ 3 ]        |
| 4대  | 김민경 아나운서 | 2018년 4월 2일 ~ 2018년 4월 30일   | [ 4 ]        |
| 5대  | 이정민 아나운서 | 2018년 5월 1일 ~ 2018년 5월 31일   | [ 5 ]        |
| 6대  | 김민경 아나운서 | 2018년 6월 4일 ~ 2018년 6월 29일   |              |
| 7대  | 이정민 아나운서 | 2018년 7월 2일 ~ 2018년 8월 3일    |              |
| 8대  | 김민경 아나운서 | 2018년 8월 6일 ~ 2018년 10월 31일  |              |
| 9대  | 이정민 아나운서 | 2018년 11월 1일 ~ 2018년 11월 30일 |              |
| 10대 | 김민경 아나운서 | 2018년 12월 3일 ~ 2018년 12월 31일 |              |
| 11대 | 이정민 아나운서 | 2019년 1월 2일 ~ 2019년 1월 31일   |              |
| 12대 | 김민경 아나운서 | 2019년 2월 1일~ 2019년 12월 27일   | [ 6 ]        |
| 13대 | 김지현 아나운서 | 2019년 12월 30일 ~ 2020년 5월 8일  | [ 7 ]        |
| 14대 | 장성규 아나운서 | 2020년 5월 11일 ~ 2022년 7월 1일   | [ 8 ]        |
| 15대 | 서수현 아나운서 | 2022년 7월 4일 ~ 2022년 12월 30일  |              |
| 16대 | 최재혁 아나운서 | 2023년 1월 2일 ~ 2023년 4월 28일   | [ 9 ] [ 10 ] |
| 17대 | 이담교 아나운서 | 2023년 5월 2일 ~ 2024년 2월 26일   | [ 11 ]       |
| 임시 | 서수현 아나운서 | 2024년 2월 27일 ~ 2024년 3월 21일  |              |
| 임시 | 장성규 아나운서 | 2024년 3월 25일 ~ 2024년 3월 26일  |              |
| 18대 | 안지현 아나운서 | 2024년 3월 27일 ~ 2025년 3월 19일  | [ 12 ]       |
| 19대 | 김민경 아나운서 | 2025년 3월 20일 ~ 현재             | [ 13 ]       |

## 타이틀 변천사
| 기수 | 프로그램 타이틀  | 방송 기간                         |
| ---- | ---------------- | --------------------------------- |
| 1기  | JIBS 저녁뉴스    | 2002년 1월 1일 ~ 2013년 12월 31일 |
| 2기  | JIBS 뉴스 (저녁) | 2014년 1월 1일 ~ 현재             |

## 결방
- 2023년 11월 17일 : SBS TV 《창사 특집 2023 SBS 희망 TV AGAIN 기아 체험 (5부)》 편성으로 인해 결방

## 경쟁 프로그램
- KBS 뉴스 7 제주 (KBS 제주 1TV)